# Kutajaya (Cicurug)
Kutajaya is een bestuurslaag in het regentschap Sukabumi van de provincie West-Java, Indonesië. Kutajaya telt 17.343 inwoners (volkstelling 2010).